# Deserció alcista
Deserció alcista (en anglès: Bullish Breakaway) és un patró d'espelmes japoneses format per cinc espelmes que indica un possible esgotament o canvi de tendència baixista; rep aquesta denominació perquè la darrera espelma blanca evidencia que la tendència baixista s'ha esgotat.

## Criteri de reconeixement
1. La tendència prèvia és baixista.
2. Es forma un gran espelma negra en consonància amb la tendència alcista.
3. El segon s'obre amb gap baxista i es forma una petita espelma negra.
4. El tercer i el quart dia es continua amb tendència baixista amb tancaments inderiors cada cop menors. (la tercer espelma inclús pot ser blanca).
5. Finalment el cinquè dia es forma una espelma blanca amb tancament superior a l'anterior i enmig del gap baixista del segon dia.

## Explicació
En un context de tendència baixista perllongada s'observa un gap a la baixa; així i tot però, els tres tancaments subsegüents són cada cop menors i finalment es produeix una espelma blanca que evidencia el deteriorament de la força venedora al tancar per sobre de l'obertura dels tres dies anteriors enmig del gap baixista. El fet que el gap baixista no s'hagi acabat d'omplir alerta que el sisè dia es pot produir aquest fet i confirmar un canvi de tendència.

## Factors importants
El patró del volum que acompanya aquest patró d'espelmes acostuma a mostrar una reducció progressiva fins a arribar a l'espelma negra, quan es dispara. Es recomana esperar a la confirmació al sisè dia següent en forma gap alcista, un trencament de tendència, o sinó en forma d'espelma blanca amb tancament superior, millor si ho fa per sobre de la meitat de la primera espelma blanca.